# Josef Hopmann
Pour les articles homonymes, voir Hopman.
Josef Hopmann (né le 22 décembre 1890 à Berlin, décédé le 11 octobre 1975 à Bonn) est un astronome allemand.

## Biographie
Il travaille à Bonn à partir de 1920. En 1930, il devient professeur d'astronomie à l'université de Leipzig. Ses recherches portent notamment sur les étoiles binaires, ainsi que sur la topologie de la Lune.
Un cratère de 90 km de diamètre, situé sur la face cachée de la Lune, porte son nom. L'astéroïde (1985) Hopmann de la ceinture principale est également nommé en hommage à cet astronome.
Hopmann fait partie des quelques astronomes dont les écrits sont devenus populaires.